# شتران
شُتُران (Camelidae) خانواده‌ای از پستانداران هستند که متعلق به زیرراسته پینه‌پایان Tylopoda از راسته جفت‌سمُان هستند. جانوران این تیره جثه‌ای متوسط تا بزرگ دارند و گردن‌شان بلند و لاغر و سرشان کوچک و باریک است؛ این جانوران پوزه کشیده ای دارند و لب بالایشان دارای یک شکاف است. شتران کاملاً گیاه‌خوار هستند.
هرچند که خانواده شتران در گذشته گونه‌های زیادی داشته‌اند اما امروزه تنها هفت گونه از آن‌ها باقی مانده اند که عبارت اند از شتر یک‌کوهانه، شتر دوکوهانه و شتر دوکوهانه وحشی در بر قدیم و لاما، گواناکو ، آلپاکا و شترچه در بر جدید
چهار گونه از شتر‌ها توسط انسان به عنوان حیوان بارکش و حیوان خانگی استفاده می‌شوند. شترهای یک‌کوهانه و دوکوهانه در بیابان‌های آسیا و شمال آفریقا از جانوران سفری و بارکش مهم منطقه هستند. شتر یک‌کوهانه به استرالیا نیز برده شده و در بیابان‌های آنجا به صورت وحشی نیز زندگی می‌کند. لاما و آلپاکا حیوانات بارکش و تأمین‌کننده پشم در رشته‌کوه آند هستند.

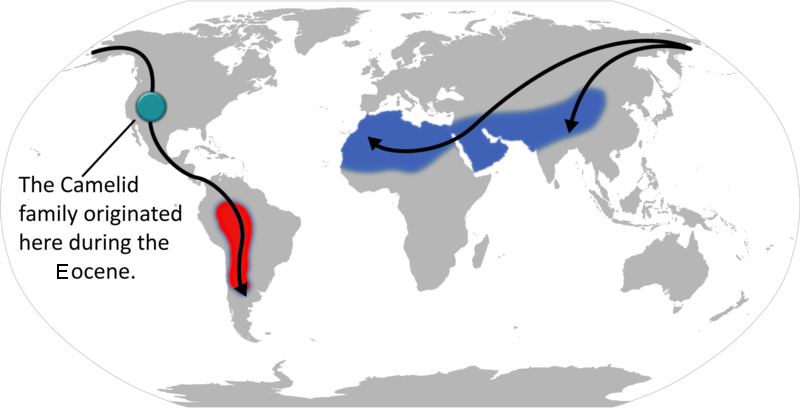
خانواده شتران در دور ائوسن از آمریکای شمالی ریشه گرفته و از آنجا گروهی به جنوب و گروهی به سوی آسیا رفته‌اند.

## گونه‌های زنده شتران
| سرده: شتری‌ها Camelus |                     |  |  | |
| شتر                  | Camelus dromedarius |  |  | زیستگاه شتر یک‌کوهانه و شمال آفریقا است. ساربانان افغان از سال ۱۸۶۰ میلادی را با خود به نیز بردند. کوهان از پیه و چربی و موی نارنجی تشکیل شده‌است. از ویژگی‌های تحمّل شرایط سخت و دماهای گوناگون و به‌ویژه گرمای شدید تابستان و کمبود آب و علوفه است. پشم و پوستش نیز برای ریسندگی و پارچه‌بافی و کفش‌دوزی کاربرد دارد. وزن شترهای یک‌کوهانه بین ۳۰۰ تا۶۰۰ کیلوگرم است.                                                                             |
| شتر دوکوهانه         | Camelus bactrianus  |  |  | شتر دو کوهانه یا شتر بلخی در خاور دور، آسیای میانه و خاورمیانه زندگی می‌کند. تاریخچه پرورش شتر دوکوهانه در چین به سده‌ها پیش از میلاد باز می‌گردد و دودمان‌های گوناگون پادشاهی چین از این حیوان برای برای مقاصد گوناگون بهره می‌گرفته‌اند. کوچ‌نشینان آسیای میانه، مغولستان و شمال چین از قدیم از این شترها برای حمل و نقل، شخم‌زنی و لشکرکشی استفاده کرده و از پشم و گوشت و پوست آن‌ها نیز بهره برده‌اند. وزن این جانور بین ۳۰۰ تا هزار کیلوگرم است. |
| لامایی‌ها Lama        |                     |  |  | |
| لاما                 | Lama glama          |  |  | لاماها دارای کوهان نیستند. لاماها در گذشته به‌طور گسترده از سوی اینکاها و دیگر بومیان رشته کوه آند به عنوان حیوان بارکش و گوشتی استفاده می‌شدند. هم‌اکنون نیز در آمریکای جنوبی هنوز از این حیوان برای بارکشی، تولید گوشت و پشم استفاده می‌شود. بین ۱۳۰ تا۲۰۰ کیلوگرم وزن دارد. |
| گواناکو              | Lama guanicoe       |  |  | این جانور مانند شترچه وحشی است. کرک گواناکو یکی از نرم‌ترین کرک‌ها می‌باشد که از کرک کشمیر نیز گران‌تر است. سرخ‌پوستان از گواناکو برای بارکشی استفاده کرده و از گوشت و شیر آن برای تغذیه و از پشم آن برای تهیه لباس و پوشاک استفاده می‌کنند. این جانور حدود ۹۰ کیلوگرم وزن دارد. |
| ویکونیایی‌ها Vicugna  |                     |  |  | |
| شترچه                | Vicugna vicugna     |  |  | این جانور در بلندی‌های کوهستان آند زندگی می‌کند و از دیگر لاماها کوچک‌تر است. شترچه نیای وحشی آلپاکاهای اهلی است. شترچه یکی از نرم‌ترین و گران‌ترین کرک‌ها را دارد. در زمان اینکاها تنها شاهان اینکا اجازه پوشیدن جامه‌های بافته‌شده با پشم شترچه را داشتند. در سال ۱۹۷۴ تعداد شترچههای باقی‌مانده به حدود ۶ هزار نفر رسیده‌بود اما با حفاظت‌های انجام‌شده، امروزه تعداد آن‌ها به حدود ۳۵۰ هزار نفر رسیده‌است. وزن این جانور ۳۵ تا۶۵ کیلوگرم است.         |
| آلپاکا               | Vicugna pacos       |  |  | مانند لامای معمولی اهلی است ولی برعکس لاما که گوشی موزمانند دارد گوش‌های آلپاکا صاف است. گله‌های آلپاکا برای چرا در بلندی‌های ۳۵۰۰ متر به بالا در کوهستان آند در اکوادور و جنوب پرو، شمال بولیوی و شمال شیلی نگهداری می‌شود. آلپاکاها از لاما کوچک‌ترند و از آن‌ها برای بارکشی استفاده نمی‌کنند بل‌که تنها از الیاف آن‌ها برای تهیه بافتنی‌هایی همچون پتو، جوراب، و پونچو بهره می‌گیرند. وزن آن‌ها ۴۸ تا۸۴ کیلوگرم است.                                 |

## سرده‌های منقرض‌شده شتران
| نام فارسی سرده  | نام علمی        | نگاره | دور                  | یادداشت |
| --------------- | --------------- | ----- | -------------------- | --- |
| بلندشتر         | Aepycamelus     |       | میوسن                | بلندقامت، گردن انحنادار، پاهای پینه‌دار شتری. این جانور ۱۵.۵ میلیون سال پیش می‌زیسته و قدی به بلندای حدود ۳ متر داشته‌است. |
| شترچهره         | Camelops        |       | پلیوسن-پلیستوسن      | بزرگ‌جثه با پاهای واقعاً شتری، وضعیت کوهان شترچهره نامعلوم است.                                                           |
| موش‌گوزن فلوریدا | Floridatragulus |       | اوایل میوسن          | گونه‌ای عجیب از شتر با پوزه‌ای دراز.                                                                                      |
| لاماچهره        | Eulamaops       |       | پلیستوسن             | از آمریکای جنوبی |
| لامای سربزرگ    | Hemiauchenia    |       | میوسن-پلیستوسن       | یک سرده لاماگون در آمریکای شمالی و جنوبی.                                                                               |
| کلان‌شتر         | Megacamelus     |       | میوسن-پلیستوسن       | بزرگ‌ترین گونه از شتران.                                                                                                 |
| بزرگ‌پینه‌پا      | Megatylopus     |       | میوسن-اوایل پلیستوسن | از شتری‌های بزرگ آمریکای شمالی                                                                                           |
| تیزانگشت        | Oxydactylus     |       | اوایل میوسن          | قدیمی‌ترین عضو خانواده «شتر زرافه‌ای».                                                                                    |
| دیرین‌لاما       | Palaeolama      |       | پلیستوسن             | یک سرده لاماگون در آمریکای شمالی و جنوبی.                                                                               |
| علف‌خواردد       | Poebrotherium   |       | الیگوسن              | این گونه‌ها از شتر در بدبوم‌های رودخانه سفید جای آهو و غزال را گرفتند.                                                    |
| پیشین‌شتر        | Procamelus      |       | میوسن                | نیای غول‌پینه‌پا که منقرض شده و شتری‌های امروزی.                                                                           |
| پیشین‌پینه‌پا     | Protylopus      |       | اواخر ائوسن          | قدیمی‌ترین عضو خانواده شتران.                                                                                            |
| باریک‌آسیاب      | Stenomylus      |       | اوایل میوسن          | شتر آهومانند کوچک که گله‌های بزرگی در دشت‌های بزرگ آمریکا تشکیل می‌داد. دندان آسیاب این جانور باریک بوده‌است.               |
| غول‌پینه‌پا       | Titanotylopus   |       | میوسن-پلیستوسن       | بلندقامت، کوهان‌دار، و دارای پاهای واقعاً شتری                                                                            |

شتر سوری که تازه کشف شده هنوز رسماً توصیف نشده‌است.